# Because
"Because" é uma canção da banda de rock inglesa The Beatles escrita por John Lennon e creditada a Lennon/McCartney, foi lançada no álbum Abbey Road de 1969, imediatamente antes do medley estendido no lado dois do disco. Apresenta uma proeminente harmonia vocal de três partes de Lennon, Paul McCartney e George Harrison, gravada três vezes para formar nove vozes no total.
"Because" foi a última música a ser gravada para o Abbey Road. A música foi inspirada na Moonlight Sonata de Beethoven e apresentou as distintas harmonias vocais de três partes dos Beatles. Foi gravada entre os dias 1 e 5 de agosto de 1969 e lançada no álbum Abbey Road, em 26 de setembro do mesmo ano. A canção foi regravada por artistas como Elliott Smith e Alice Cooper, juntamente com os Bee Gees, como parte do disco "The Life And Crimes Of Alice Cooper". McCartney e Harrison disseram que essa era a faixa favorita deles em Abbey Road.

## Antecedentes e composição
"Eu estava deitado no sofá em nossa casa, ouvindo Yoko tocar 'Moonlight Sonata' de Beethoven no piano. De repente, eu disse, 'Você consegue tocar esses acordes ao contrário?' Ela conseguiu, e eu escrevi 'Because' em volta deles. A música soa como 'Moonlight Sonata' também. A letra é clara, sem besteira, sem imagens, sem referências obscuras."— Lennon 
A canção foi inspirada na Moonlight Sonata de Beethoven. Yoko Ono era uma pianista com formação clássica cujos interesses se voltaram para a vanguarda. Um dia, em 1969, ela tocou a Sonata para Piano nº 14 de Beethoven em dó sustenido menor, Op. 27, nº 2 – a Sonata ao Luar. Deitado no sofá ouvindo, John Lennon pediu que ela tocasse os acordes ao contrário e escreveu "Because" em torno do resultado. Embora não seja uma reversão exata da peça de Beethoven, ela contém uma série de semelhanças musicais.
As harmonias vocais são um dos aspectos mais distintivos da canção. Lennon, Paul McCartney e George Harrison cantaram juntos e dobraram suas vozes mais duas vezes, dando o efeito de nove vozes. A instrumentação em ‘Because’ é simples, com acompanhamento de arpejo no cravo, violão e Moog. Paul McCartney mais tarde comprou o cravo elétrico, tocado aqui por George Martin, quando a EMI estava reduzindo sua coleção de instrumentos. Ele permanece em seu estúdio de gravação.

## Estrutura musical
Em relação à citação da "Moonlight Sonata" de Beethoven, o musicólogo Walter Everett observa que "tanto as tríades arpejadas quanto os acordes de sétima em C♯ menor na extensão de barítono de um instrumento de teclado em um andamento lento, movem-se através do submediante para ♭II e se aproximam do vii dim7 /IV por meio de um tom comum". Mas, embora reconheça as harmonias compartilhadas incomuns, Dominic Pedler observa que o relacionamento não é o resultado da reversão da ordem dos acordes, como Lennon sugeriu.
"Because" conclui com um fade-out vocal em Ré diminuto, que mantém os ouvintes em suspense enquanto esperam o retorno à tonalidade original de Dó♯ menor. Mellers afirma que: "a causalidade é liberada e não há antes nem depois: porque essa supertônica plana é um momento de revelação, ela não precisa de resolução." O acorde Ddim (e seu F melódico acompanhante ♮) permanece até que se resolvam no acorde de abertura Am7 de "You Never Give Me Your Money".

## Gravação
Entre nós, também criamos uma faixa de apoio com John tocando um riff na guitarra, eu duplicando cada nota em um cravo eletrônico e Paul tocando baixo. Cada nota entre a guitarra e o cravo tinha que estar exatamente juntas, e como eu não sou o melhor tocador do mundo em termos de tempo, eu cometeria mais erros do que John, então colocamos Ringo tocando uma batida regular no chimbau para nós através de nossos fones de ouvido.

George Martin
A principal sessão de gravação de "Because" foi em 1 de agosto de 1969, com overdubs vocais em 4 de agosto e um overdub de sintetizador Moog de trilha dupla por Harrison em 5 de agosto. Como resultado, esta foi a última música do álbum a ser gravada, embora ainda houvesse overdubs de outras músicas incompletas. Essa abordagem exigiu muito ensaio e mais de cinco horas de gravação extremamente focada para ser capturada corretamente. McCartney e Harrison disseram que era sua faixa favorita em Abbey Road. O engenheiro Geoff Emerick disse: "Eles sabiam que estavam fazendo algo especial e estavam determinados a fazer certo".
No dia 1 de agosto, Lennon, McCartney e Martin gravaram 23 takes da faixa básica. Apenas os takes 1, 16 e 23 foram concluídos, e o take 16 foi selecionado como o melhor. As gravações tinham o baixo de McCartney na faixa um, a guitarra de Lennon na dois e o cravo elétrico de Martin na três. Ringo Starr marcou o tempo com palmas na faixa quatro, apenas para fins de orientação. O take um de "Because", com as palmas audíveis, pode ser ouvido em alguns formatos da reedição do 50.º aniversário de Abbey Road. Com a faixa de apoio no lugar, Lennon, McCartney e Harrison gravaram a primeira de suas faixas de vocais harmônicos. Mais duas foram adicionadas em 4 de agosto de 1969. Um overdub final foi gravado em 5 de agosto, quando George Harrison gravou uma parte de Moog – a primeira vez que o sintetizador foi usado nas gravações de Abbey Road. Harrison gravou duas vezes, preenchendo as duas últimas faixas disponíveis na fita.
Uma versão remixada da música, com a instrumentação removida para destacar a harmonia de três partes de Lennon, McCartney e Harrison, foi lançada no  Anthology 3 de 1996 e como a cappella no álbum Love de 2006. Em 2016, a mixagem do Anthology 3 se tornou a primeira gravação dos Beatles a aparecer em um trailer de filme quando foi apresentada no trailer do filme Valerian and the City of a Thousand Planets, de Luc Besson. Os vocais de apoio de três partes também foram usados na canção dos Beatles "Now and Then".

## Créditos
Créditos por Ian MacDonald:
- John Lennon – vocais harmônicos de três faixas (registro médio), guitarra
- Paul McCartney – vocais harmônicos de três faixas (registro agudo), baixo
- George Harrison – vocais harmônicos de três faixas (registro baixo), sintetizador Moog
- George Martin – cravo elétrico